# Santiago (Alcácer do Sal)
Santiago foi uma freguesia portuguesa do Município de Alcácer do Sal, com 286,82 km² de área e 4 632 habitantes (2011). Densidade: 16,1 hab/km².
Foi extinta (agregada), em 2013, no âmbito de uma reforma administrativa nacional, tendo sido agregada às freguesias de Santa Maria do Castelo e Santa Susana, para formar uma nova freguesia denominada União das Freguesias de Alcácer do Sal (Santa Maria do Castelo e Santiago) e Santa Susana com sede em Santiago.

## População
| População da freguesia de Alcácer do Sal (Santiago) | População da freguesia de Alcácer do Sal (Santiago) | População da freguesia de Alcácer do Sal (Santiago) | População da freguesia de Alcácer do Sal (Santiago) | População da freguesia de Alcácer do Sal (Santiago) | População da freguesia de Alcácer do Sal (Santiago) | População da freguesia de Alcácer do Sal (Santiago) | População da freguesia de Alcácer do Sal (Santiago) | População da freguesia de Alcácer do Sal (Santiago) | População da freguesia de Alcácer do Sal (Santiago) | População da freguesia de Alcácer do Sal (Santiago) | População da freguesia de Alcácer do Sal (Santiago) | População da freguesia de Alcácer do Sal (Santiago) | População da freguesia de Alcácer do Sal (Santiago) | População da freguesia de Alcácer do Sal (Santiago) |
| --------------------------------------------------- | --------------------------------------------------- | --------------------------------------------------- | --------------------------------------------------- | --------------------------------------------------- | --------------------------------------------------- | --------------------------------------------------- | --------------------------------------------------- | --------------------------------------------------- | --------------------------------------------------- | --------------------------------------------------- | --------------------------------------------------- | --------------------------------------------------- | --------------------------------------------------- | --------------------------------------------------- |
| 1864                                                | 1878                                                | 1890                                                | 1900                                                | 1911                                                | 1920                                                | 1930                                                | 1940                                                | 1950                                                | 1960                                                | 1970                                                | 1981                                                | 1991                                                | 2001                                                | 2011                                                |
| 2 516                                               | 2 620                                               | 2 570                                               | 2 698                                               | 4 186                                               | 4 471                                               | 6 280                                               | 5 080                                               | 6 376                                               | 5 950                                               | 5 520                                               | 5 381                                               | 4 554                                               | 4 850                                               | 4 632                                               |

Nos censos de 1911 a 1930 tinha anexadas as freguesias de Sítimos, Santa Susana e Vale de Guizos que foram extintas pelo decreto-lei nº 27 424, de 31/12/1936, e incorporadas nesta freguesia, figurando no censo de 1940, no entanto como freguesias distintas
| Distribuição da População por Grupos Etários | Distribuição da População por Grupos Etários | Distribuição da População por Grupos Etários | Distribuição da População por Grupos Etários | Distribuição da População por Grupos Etários | Distribuição da População por Grupos Etários | Distribuição da População por Grupos Etários | Distribuição da População por Grupos Etários | Distribuição da População por Grupos Etários | Distribuição da População por Grupos Etários |
| -------------------------------------------- | -------------------------------------------- | -------------------------------------------- | -------------------------------------------- | -------------------------------------------- | -------------------------------------------- | -------------------------------------------- | -------------------------------------------- | -------------------------------------------- | -------------------------------------------- |
| Ano                                          | 0-14 Anos                                    | 15-24 Anos                                   | 25-64 Anos                                   | > 65 Anos                                    |                                              | 0-14 Anos                                    | 15-24 Anos                                   | 25-64 Anos                                   | > 65 Anos                                    |
| 2001                                         | 575                                          | 674                                          | 2 506                                        | 1 095                                        |                                              | 11,9%                                        | 13,9%                                        | 51,7%                                        | 22,6%                                        |
| 2011                                         | 649                                          | 402                                          | 2 411                                        | 1 170                                        |                                              | 14,0%                                        | 8,7%                                         | 52,1%                                        | 25,3%                                        |

Média do País no censo de 2001:  0/14 Anos-16,0%; 15/24 Anos-14,3%; 25/64 Anos-53,4%; 65 e mais Anos-16,4%
Média do País no censo de 2011:   0/14 Anos-14,9%; 15/24 Anos-10,9%; 25/64 Anos-55,2%; 65 e mais Anos-19,0%

## Património
- Igreja de Santiago (Alcácer do Sal)
- Igreja do Convento dos Frades ou Igreja de Santo António